# Osorius difficilis
Osorius difficilis är en skalbaggsart som beskrevs av Notman 1925. Osorius difficilis ingår i släktet Osorius och familjen kortvingar. Inga underarter finns listade i Catalogue of Life.